# Jumpin' Jumpin'
Jumpin' Jumpin' è un singolo dance/R&B delle Destiny's Child scritto e prodotto da Beyoncé Knowles, Chad Elliott e Jovonn Alexander per il secondo album della band, The Writing's on the Wall. Pubblicato nell'estate del 2000 come quarto e ultimo singolo del disco, è arrivato al numero 3 in Stati Uniti così come ha raggiunto la top5 in altri paesi, tra cui Regno Unito e Australia. È il primo singolo del gruppo prodotto dalla componente Beyoncé Knowles.

## Video
Dopo Say My Name, anche la regia del video di Jumpin' Jumpin' viene affidata a Joseph Kahn. Nel video vengono mostrate le quattro ragazze mentre si preparano per uscire, contemporaneamente a 4 ragazzi che appaiono in montaggio alternato. Mentre le cantanti si dirigono verso il locale a cui sono dirette con una automobile, incontrano al semaforo la macchina dei ragazzi, e iniziano una corsa in strada con loro (che vincono). Una volta entrate nel locale, il quale presenta una struttura simile a quella del club di The First Night di Monica, altro video diretto da Kahn, le cantanti eseguono una coreografia su un palco circondato da giovani da tutti i lati, e alla fine del video vengono corteggiate dai ragazzi incontrati al semaforo, con cui iniziano a ballare.
Durante tutto il video spesso l'immagine subisce una forte scossa, come se ci fosse un terremoto, in riferimento al titolo della canzone. Questo è il secondo e ultimo video in cui sia presente Farrah Franklin.
Una versione remix del video vede esibirsi nel locale con le ragazze i rapper Jermaine Dupri, Da Brat e Bow Wow.

## Ricezione
La canzone è entrata nella Billboard Hot 100 al numero 74 il 13 maggio 2000, arrivando alla sua posizione più alta, la 3, durante la sua quindicesima settimana di presenza in classifica. Il brano è arrivato al numero 1 di numerose classifiche di Billboard, inclusa la Hot Dance Music/Maxi Singles Sales, mentre in Canada è diventato il singolo di maggior successo tratto da The Writing's on the Wall, arrivando al numero 6 contro il numero 9 raggiunto da Say My Name e Bills, Bills, Bills. Il successo del singolo in Usa è stato dovuto soprattutto al forte passaggio in radio, visto che è riuscito ad arrivare al numero 1 della Hot 100 Airplay e rimanervi per 7 settimane consecutive, mentre nella Hot 100 Singles Sales è arrivato al numero 16.
Nel resto del mondo è stato probabilmente il secondo singolo di più grande successo tratto da The Writing's on the Wall dopo Say My Name.
Nel Regno Unito la canzone è arrivata al numero 5 vendendo più di 150 000 copie, mentre in Australia è diventato il secondo singolo del gruppo più famoso in assoluto, arrivando al numero 2 e passando 14 settimane in classifica, di cui ben 9 in top10.
Anche in Nuova Zelanda e nei Paesi Bassi è rimasto quattordici settimane in classifica, arrivando rispettivamente al numero 6 e al numero 10.
Jumpin' Jumpin' è entrato nelle classifiche di molti altri paesi, tra cui Svezia, Belgio e Francia.

## Tracce
CD-Maxi Columbia 669 511 5 (Sony) / EAN 5099766951157
1. Jumpin', Jumpin' (Album Version) - 3:47
2. Jumpin', Jumpin' (So So Def Remix) - 3:45
3. Upside Down (Live Version) - 4:09
4. Jumpin', Jumpin' (Maurice's Radio Mix) - 4:05

## Classifiche
| Classifica (2000)                    | Posizione |
| ------------------------------------ | --------- |
| Australia                            | 2         |
| Belgio Wallonia                      | 12        |
| Belgio Flemmish                      | 9         |
| Canada                               | 6         |
| Francia                              | 41        |
| Germania                             | 31        |
| Olanda                               | 10        |
| Nuova Zelanda                        | 6         |
| Svezia                               | 24        |
| Svizzera                             | 44        |
| Regno Unito                          | 5         |
| U.S. Billboard Hot 100               | 3         |
| U.S. Billboard Hot 100 Airplay       | 1 (7)     |
| U.S. Billboard Hot R&B/Hip-Hop Songs | 8         |
| U.S. Billboard Top 40 Mainstream     | 1         |
| U.S. Billboard Top 40 Tracks         | 1         |
| U.S. Billboard Rhythmic Top 40       | 3         |